# Stadtpfleger
Stadtpfleger (zusammengesetzt aus Stadt und Pfleger (Verwalter); im Lateinischen: Procurator civitatis) war in der Frühen Neuzeit im süddeutschen Sprachraum in den Reichsstädten die Amtsbezeichnung für das Stadtoberhaupt und den Ratsvorsitzenden, den Stadtbürgermeister. In der Reichsstadt Augsburg waren jeweils zwei Stadtpfleger amtierend (daher am Beispiel Johann Jacob Rembolds und Markus Welsers auch Duumvir genannt).

## Geschichte

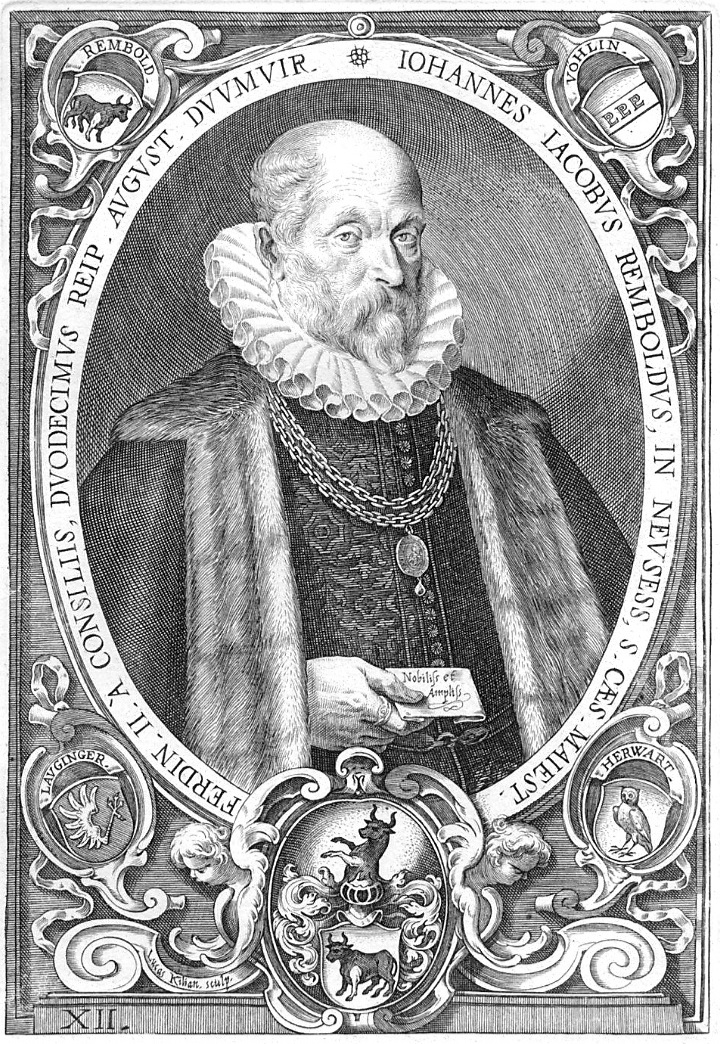
Johann Jacob Rembold in Neusess (1553–1624), Stadtpfleger von Augsburg, kaiserlicher Rat, Kupferstich von Lucas Kilian, um 1620

Mit Übernahme der Augsburger Vogtei durch König Rudolf von Habsburg verschwand das in der Zeit des Interregnums entstandene Amt des Bürgermeisters älteren Typs in Augsburg; der königliche Vogt war nun wieder das Oberhaupt der Stadt.
Mit Einführung der Karolinischen Regimentsordnung (1548) durch Kaiser Karl V. wurde die offizielle Amtsbezeichnung Stadtpfleger eingeführt; diese wurde bis zum Ende der reichsstädtischen Zeit mit dem Reichsdeputationshauptschluss beibehalten.
Die beiden Stadtpfleger wurden bis 1548 alljährlich durch den Kleinen Rat neu gewählt. Nach 1548 wurden die Stadtpfleger auf Lebenszeit gewählt. Bis 1368 und nach 1548 konnten nur Patrizier (die in der Reichsstadt Augsburg dem Reichsadelsstand angehörten) dieses Amt bekleiden; in der Ära der Zunftverfassung war es mit je einem Patrizier und einem Zunftmitglied besetzt; 1648 (Ende des Dreißigjährigen Kriegs) wurde die konfessionelle Parität eingeführt.
Im Frühjahr 1624 erschien die erste Bilderserie der Augsburger Stadtpfleger in einem dünnen Heftchen, das der bedeutende Augsburger Kupferstecher Lucas Kilian in seinem Verlag und auf seine Kosten herausgab. Darin wurden die seit 1548 amtierenden Stadtpfleger mit aufwändigen Porträts und Kurzbiografien vorgestellt. Diese in Kupfer gestochene Bildergalerie der die Geschicke Augsburgs lenkenden Persönlichkeiten wurde mehrfach neu herausgegeben. Sie entwickelte sich im Laufe der Jahrhunderte zu einer Art Sammelalbum, dem bis zum Ende der Reichsstadt immer wieder Bildnisse der jeweils neu gewählten Stadtpfleger beigefügt wurden. Insgesamt handelt es sich um 43 Porträts, die von Mitgliedern der Familien Kilian, Klauber und anderen bekannten Augsburger Kupferstechern geschaffen wurden.
Anlässlich des 400. Jahrestages des Erscheinens des Kilianschen Heftchens zeigt die Stadt Augsburg in Zusammenarbeit mit der Staats- und Stadtbibliothek Augsburg im Sommer 2024 in der Ausstellung Reichsstädtische Macht in Kupfer. Die Augsburger Stadtpflegerporträts 1548 bis 1806 sämtliche Porträts sowie die Mehrzahl der Buchausgaben dieser Sammlung.